# Колефава (Изернија)
Колефава је насеље у Италији у округу Изернија, региону Молизе.
Према процени из 2011. у насељу је живело 11 становника. Насеље се налази на надморској висини од 822 м.